# Ciclo da sílica

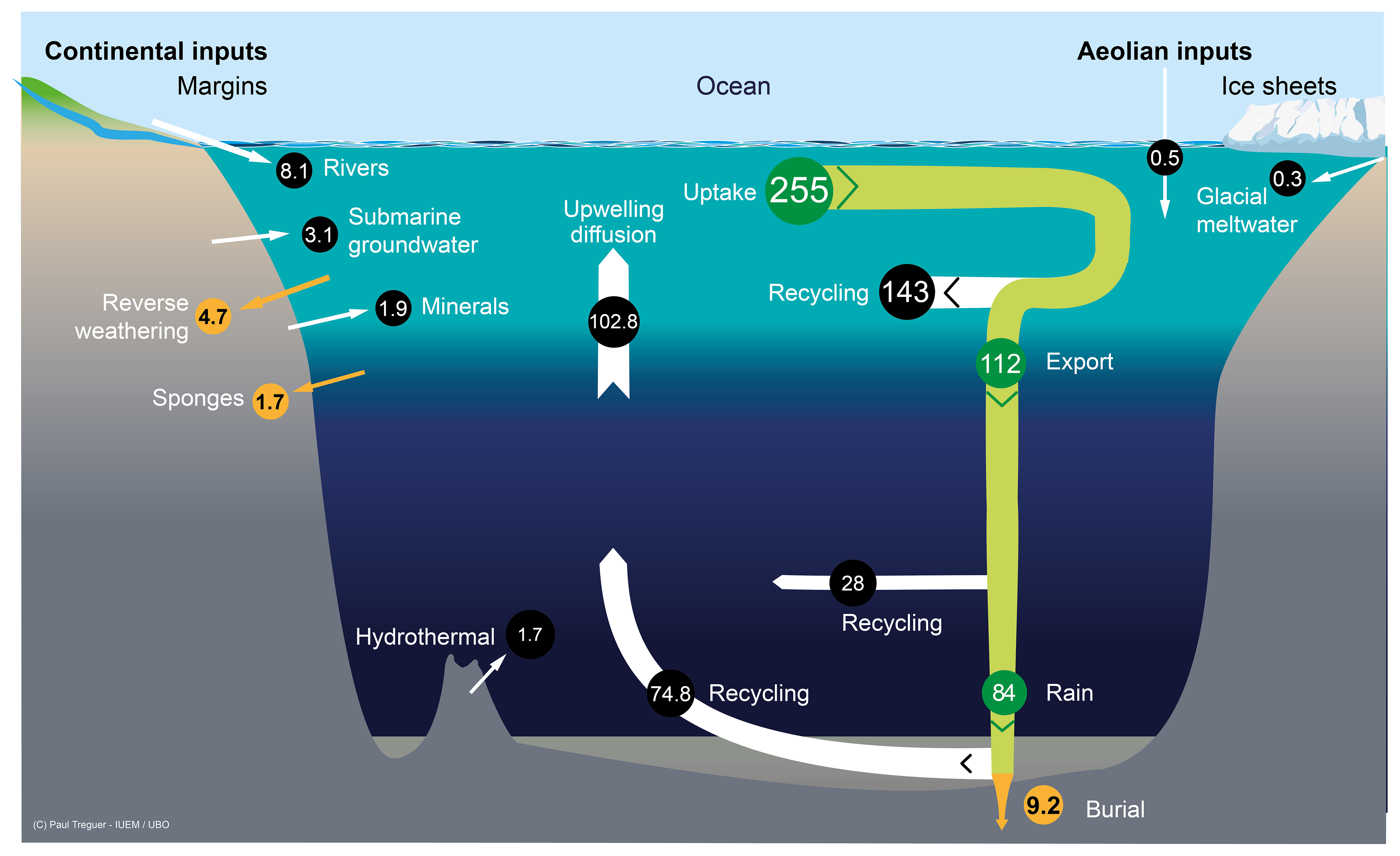
Ciclo e balanço do silício no oceano mundial moderno. Fluxos de entrada, saída e biológicos de silício, com possível balanço. Entradas totais de silício = saídas totais de silício = 15,6 Tmol Si/ano, em razoável concordância com a faixa individual de cada fluxo. Setas brancas representam fluxos de fontes líquidas de ácido silícico dissolvido e/ou de sílica amorfa dissolvível e fluxos reciclados de ácido silícico dissolvido. Setas laranjas representam fluxos de sumidouro de silício, seja como sílica biogênica ou sílica autigênica. Setas verdes correspondem a fluxos biológicos (pelágicos). Valores de fluxo conforme publicados por Tréguer & De La Rocha. Fluxos em teramoles de silício por ano (Tmol Si/ano).

O ciclo da sílica é o ciclo biogeoquímico no qual a sílica biogênica é transportada entre os sistemas da Terra. O silício é um dos elementos mais abundantes na Terra e é considerado necessário para a vida. O ciclo da sílica apresenta significativa sobreposição com o ciclo do carbono (ver ciclo carbonato-silicato) e desempenha um papel importante no sequestro de carbono por meio do intemperismo continental, exportação biogênica e soterramento como sedimentos siliciosos em escalas de tempo geológicas.

## Visão geral
O silício é o oitavo elemento mais abundante no universo e o segundo mais abundante na crosta terrestre (o mais abundante é o oxigênio). O intemperismo da crosta terrestre por água da chuva rica em dióxido de carbono é um processo chave no controle do dióxido de carbono atmosférico. Esse processo resulta na geração de ácido silícico em ambientes aquosos. O ácido silícico, Si(OH)4, é uma forma hidratada de sílica encontrada apenas como uma solução instável em água, mas desempenha um papel central no ciclo da sílica.
Silicificadores são organismos que utilizam ácido silícico para precipitar sílica biogênica, SiO2. A sílica biogênica, também chamada de opala, é precipitada por silicificadores como estruturas internas e/ou externas. Silicificadores estão entre os organismos aquáticos mais importantes. Eles incluem microrganismos como diatomáceas, rizários, silicoflagelados e várias espécies de coanoflagelados, além de macrorganismos como esponjas silicosas [en]. Silicificadores fotótrofos [en], como diatomáceas, consomem globalmente grandes quantidades de silício, juntamente com nitrogênio (N), fósforo (P) e carbono inorgânico (C), conectando a biogeoquímica desses elementos e contribuindo para o sequestro de dióxido de carbono atmosférico no oceano. Organismos heterotróficos, como rizários, coanoflagelados e esponjas, produzem sílica biogênica independentemente do processamento fotoautotrófico de C e N.
As diatomáceas dominam a fixação e exportação de material particulado no ciclo marinho contemporâneo da sílica. Isso inclui a exportação de carbono orgânico da zona eufótica para o oceano profundo por meio da bomba biológica de carbono. Como resultado, diatomáceas e outros organismos secretores de sílica desempenham papéis cruciais no ciclo global do carbono, sequestrando carbono no oceano. A conexão entre a sílica biogênica e o carbono orgânico, juntamente com o potencial de preservação significativamente maior dos compostos siliciosos biogênicos em comparação com o carbono orgânico, torna os registros de acumulação de opala de interesse em paleoceanografia e paleoclimatologia.
Compreender o ciclo da sílica é importante para entender o funcionamento das cadeias alimentares marinhas, ciclos biogeoquímicos e a bomba biológica. O ácido silícico é fornecido ao oceano por seis vias, como ilustrado no diagrama acima, todas derivadas, em última análise, do intemperismo da crosta terrestre.

## Ciclo da sílica terrestre
A sílica é um nutriente importante utilizado por plantas, árvores e gramíneas na biosfera terrestre. O silicato é transportado por rios e pode ser depositado em solos na forma de vários polimorfos siliciosos. As plantas podem absorver silicato na forma de H4SiO4 para a formação de fitólitos. Os fitólitos são estruturas rígidas minúsculas encontradas dentro das células vegetais que auxiliam na integridade estrutural da planta. Os fitólitos também protegem as plantas do consumo por herbívoros, que não conseguem consumir e digerir eficientemente plantas ricas em sílica. A liberação de sílica pela degradação ou dissolução de fitólitos é estimada em uma taxa dupla em relação ao intemperismo global de minerais de silicato. Considerando o ciclo biogeoquímico dentro dos ecossistemas, a importação e exportação de sílica para e a partir de ecossistemas terrestres é pequena.

### Intemperismo
Os minerais de silicato são abundantes em formações rochosas em todo o planeta, compreendendo aproximadamente 90% da crosta terrestre. A principal fonte de silicato para a biosfera terrestre é o intemperismo. O processo e a taxa de intemperismo são variáveis, dependendo da precipitação, escoamento, vegetação, litologia e topografia.
Com tempo suficiente, a água da chuva pode dissolver até mesmo um mineral à base de silicato altamente resistente, como o quartzo. A água quebra as ligações entre os átomos no cristal:
A reação geral para a dissolução do quartzo resulta em ácido silícico:
{\displaystyle {\ce {SiO2 + 2H2O -> H4SiO4}}}
Outro exemplo de mineral à base de silicato é a enstatita (MgSiO3). A água da chuva intemperiza isso em ácido silícico da seguinte forma:
{\displaystyle {\ce {MgSiO3(s) + 2CO2(g) + H2O(l) = Mg2+(aq) + 2HCO3- (aq) + SiO2(aq)}}}

### Intemperismo reverso
Nos últimos anos, o efeito do intemperismo reverso [en] sobre a sílica biogênica tem sido de interesse na quantificação do ciclo da sílica. Durante o intemperismo, a sílica dissolvida é entregue aos oceanos por meio do escoamento glacial e entradas fluviais. Essa sílica dissolvida é absorvida por diversos organismos marinhos, como diatomáceas, e usada para criar conchas protetoras. Quando esses organismos morrem, eles afundam através da coluna de água. Sem a produção ativa de SiO2 biogênico, o mineral começa a diagênese. A conversão dessa sílica dissolvida em argilas de silicato autigênicas [en] por meio do processo de intemperismo reverso constitui a remoção de 20-25% da entrada de silício.
O intemperismo reverso é frequentemente encontrado em deltas fluviais, pois esses sistemas apresentam altas taxas de acumulação de sedimentos e são observados sofrendo rápida diagênese. A formação de argilas de silicato remove a sílica reativa das águas intersticiais dos sedimentos, aumentando a concentração de sílica nas rochas que se formam nesses locais.
O intemperismo de silicatos também parece ser um processo dominante em sedimentos metanogênicos mais profundos, enquanto o intemperismo reverso é mais comum em sedimentos de superfície, mas ocorre em uma taxa menor.

### Sumidouros
O principal sumidouro do ciclo da sílica terrestre é a exportação para o oceano por rios. A sílica armazenada em matéria vegetal ou dissolvida pode ser exportada para o oceano por rios. A taxa desse transporte é de aproximadamente 6 Tmol Si/ano. Esse é o principal sumidouro do ciclo da sílica terrestre, bem como a maior fonte do ciclo da sílica marinha. Um sumidouro menor para a sílica terrestre é o silicato depositado em sedimentos terrestres e eventualmente exportado para a crosta terrestre.

## Entradas marinhas

### Fluvias
Até 2021, a melhor estimativa do total de entrada fluvial de ácido silícico é de 6,2 (±1,8) Tmol Si/ano. Isso é baseado em dados que representam 60% da descarga fluvial mundial e uma concentração média ponderada de ácido silícico fluvial de 158 μM−Si. No entanto, o ácido silícico não é a única forma pela qual o silício pode ser transferido de sistemas terrestres para fluviais, já que o silício particulado também pode ser mobilizado em formas cristalizadas ou amorfas. De acordo com Saccone e outros em 2007, o termo "sílica amorfa" inclui sílica biogênica (de fitólitos, diatomáceas de água doce, espículas de esponjas), sílica biogênica alterada e silicatos pedogênicos, os quais podem ter solubilidades e reatividades similares. A entrega de sílica amorfa ao sistema fluvial foi revisada por Frings e outros em 2016, que sugeriram um valor de 1,9 (±1,0) Tmol Si/ano. Portanto, a entrada fluvial total é de 8,1 (±2,0) Tmol Si/ano.

### Eólica
Nenhum progresso foi feito em relação à deposição de poeira eólica no oceano e subsequente liberação de ácido silícico por meio da dissolução de poeira na água do mar desde 2013, quando Tréguer e De La Rocha somaram o fluxo de sílica dissolvível particulada e a deposição úmida de ácido silícico por precipitação. Assim, a melhor estimativa para o fluxo eólico de ácido silícico, FA, permanece em 0,5 (±0,5) Tmol Si/ano.

### Praias arenosas
Um estudo de 2019 propôs que, na zona de surfe das praias, a ação das ondas perturba grãos de areia abióticos e os dissolve ao longo do tempo. Para testar isso, os pesquisadores colocaram amostras de areia em recipientes fechados com diferentes tipos de água e giraram os recipientes para simular a ação das ondas. Eles descobriram que quanto maior a proporção rocha/água dentro do recipiente e mais rápido o recipiente girava, mais sílica se dissolvia na solução. Após analisar e escalonar seus resultados, eles estimaram que entre 3,2 ± 1,0 – 5,0 ± 2,0 Tmol Si/ano de DSi litogênico poderiam entrar no oceano a partir de praias arenosas, um aumento significativo em relação a uma estimativa anterior de 0,3 Tmol Si/ano. Se confirmado, isso representa uma entrada significativa de LSi dissolvido que foi previamente ignorada.

## Ciclo da sílica marinha

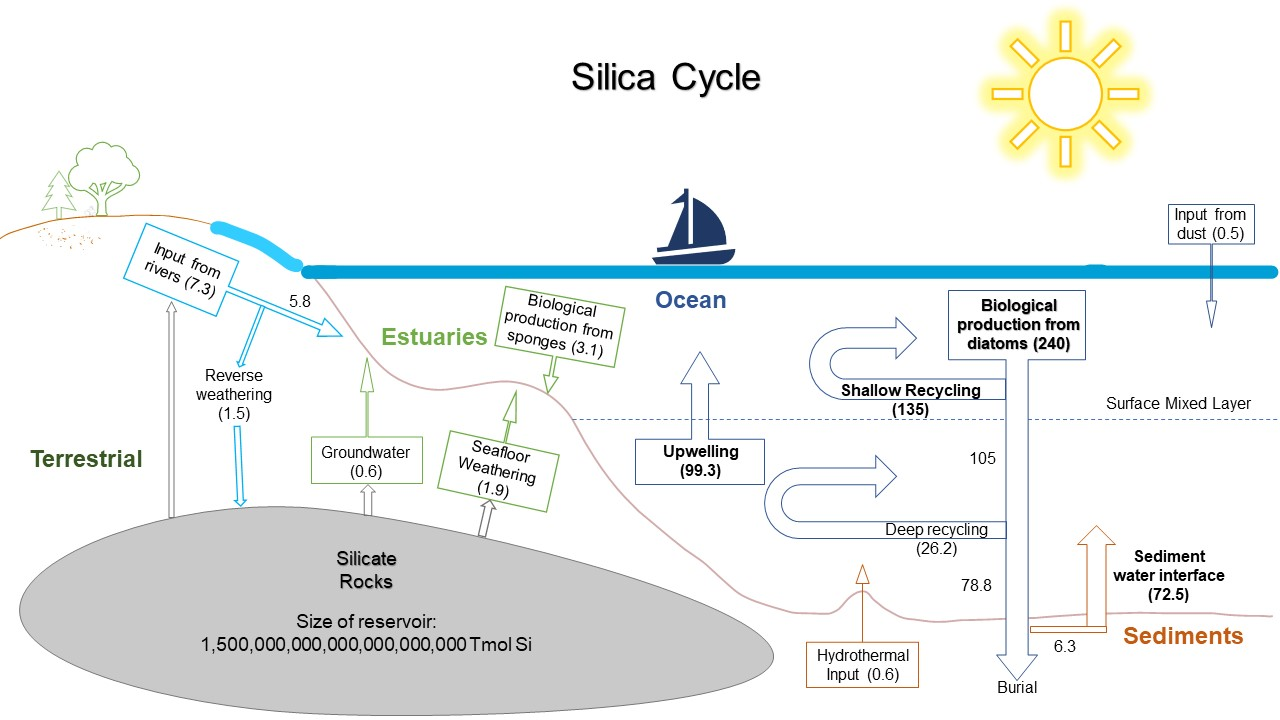
Ciclo da sílica marinha e terrestre com contribuições, mostrando o movimento relativo (fluxo) fornecido em unidades de Tmol Si/ano. A produção biológica marinha vem principalmente de diatomáceas. A produção biológica em estuários é devida a esponjas. Valores de fluxo conforme publicados por Tréguer & De La Rocha. O tamanho do reservatório de rochas de silicato, conforme discutido na seção de fontes, é de 1,5x10^{21} Tmol.

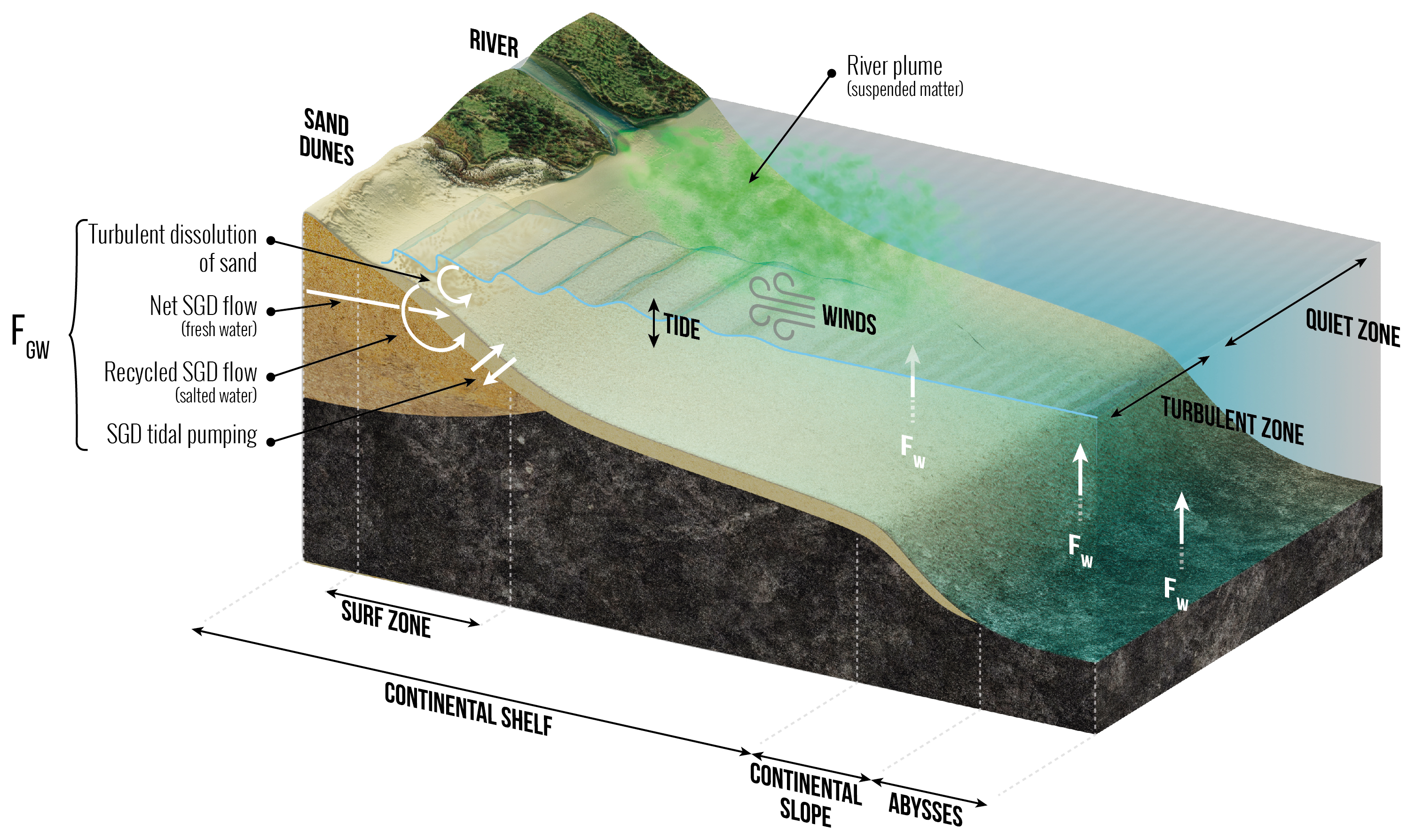
Processos de baixa temperatura que controlam a dissolução do silício na água do mar

Organismos siliciosos no oceano, como diatomáceas e radiolários, são o principal sumidouro de ácido silícico dissolvido em sílica de opala. Apenas 3% das moléculas de Si dissolvidas no oceano são exportadas e depositadas permanentemente em sedimentos marinhos no fundo do mar a cada ano, demonstrando que a reciclagem do silício é um processo dominante nos oceanos. Essa rápida reciclagem depende da dissolução de sílica em matéria orgânica na coluna de água, seguida pela absorção biológica na zona fótica. O tempo de residência estimado do reservatório biológico de sílica é de cerca de 400 anos. A sílica de opala é predominantemente subssaturada nos oceanos mundiais. Essa subssaturação promove uma rápida dissolução como resultado de reciclagem constante e longos tempos de residência. O tempo de renovação estimado do Si é de 1,5x104 anos. As entradas e saídas líquidas totais de sílica no oceano são de 9,4 ± 4,7 Tmol Si/ano e 9,9 ± 7,3 Tmol Si/ano, respectivamente.
A produção de sílica biogênica na zona fótica é estimada em 240 ± 40 Tmol Si/ano. A dissolução na superfície remove cerca de 135 Tmol Si/ano enquanto o Si restante é exportado para o oceano profundo dentro de partículas que afundam. No oceano profundo, outros 26,2 Tmol Si/ano são dissolvidos antes de serem depositados nos sedimentos como chuva de opala. Mais de 90% da sílica aqui é dissolvida, reciclada e eventualmente refluída para uso novamente na zona eufótica.

### Sumidouros
A rápida dissolução na superfície remove cerca de 135 Tmol de sílica de opala/ano, convertendo-a novamente em ácido silícico solúvel que pode ser usado novamente para biomineralização. A sílica de opala restante é exportada para o oceano profundo em partículas que afundam. No oceano profundo, outros 26,2 Tmol Si/ano são dissolvidos antes de serem depositados nos sedimentos como sílica de opala. Na interface água-sedimento, mais de 90% da sílica é reciclada e refluída para uso novamente na zona fótica. A produção de sílica biogênica na zona fótica é estimada em 240 ± 40 Tmol Si/ano. O tempo de residência em uma escala biológica é estimado em cerca de 400 anos, com cada molécula de sílica reciclada 25 vezes antes do soterramento nos sedimentos.
A deposição no fundo do mar profundo é o maior sumidouro de longo prazo do ciclo da sílica marinha (6,3 ± 3,6 Tmol Si/ano), e é aproximadamente equilibrada pelas fontes de sílica para o oceano. A sílica depositada no oceano profundo está principalmente na forma de sedimento silicioso. Quando a sílica de opala se acumula mais rapidamente do que se dissolve, ela é soterrada e pode fornecer um ambiente diagenético para a formação de cherte marinho. Os processos que levam à formação de cherte foram observados no oceano Antártico, onde a acumulação de sedimento silicioso é mais rápida. A formação de cherte, no entanto, pode levar dezenas de milhões de anos. Fragmentos de esqueletos de organismos siliciosos estão sujeitos à recristalização e cimentação. O cherte é o principal destino do sedimento silicioso soterrado e remove permanentemente a sílica do ciclo da sílica oceânica.
O sedimento silicioso é eventualmente subductado sob a crosta e metamorfizado no manto superior. Sob o manto, minerais de silicato são formados em sedimentos e eventualmente elevados à superfície. Na superfície, a sílica pode entrar novamente no ciclo por meio do intemperismo. Esse processo pode levar dezenas de milhões de anos. O único outro grande sumidouro de sílica no oceano é o soterramento ao longo das margens continentais (3,6 ± 3,7 Tmol Si/ano), principalmente na forma de esponjas siliciosas. Devido aos altos graus de incerteza nas estimativas de fontes e sumidouros, é difícil concluir se o ciclo da sílica marinha está em equilíbrio. O tempo de residência da sílica nos oceanos é estimado em cerca de 10.000 anos. A sílica também pode ser removida do ciclo ao se tornar cherte e ser permanentemente soterrada.

## Influências antropogênicas
A intensificação da agricultura nos últimos 400 anos aumentou a exposição de rochas e solos, resultando em taxas elevadas de intemperismo de silicatos. Por sua vez, a lixiviação de estoques de sílica amorfa dos solos também aumentou, entregando maiores concentrações de sílica dissolvida nos rios. Por outro lado, o aumento de barragens levou a uma redução no suprimento de sílica para o oceano devido à absorção por diatomáceas de água doce atrás das barragens. A predominância de fitoplâncton não silicioso devido à carga antropogênica de nitrogênio e fósforo e a dissolução de sílica aprimorada em águas mais quentes tem o potencial de limitar a exportação de sedimentos de silício oceânico no futuro.
Em 2019, um grupo de cientistas sugeriu que a acidificação está reduzindo a produção de sílica por diatomáceas no oceano Antártico.

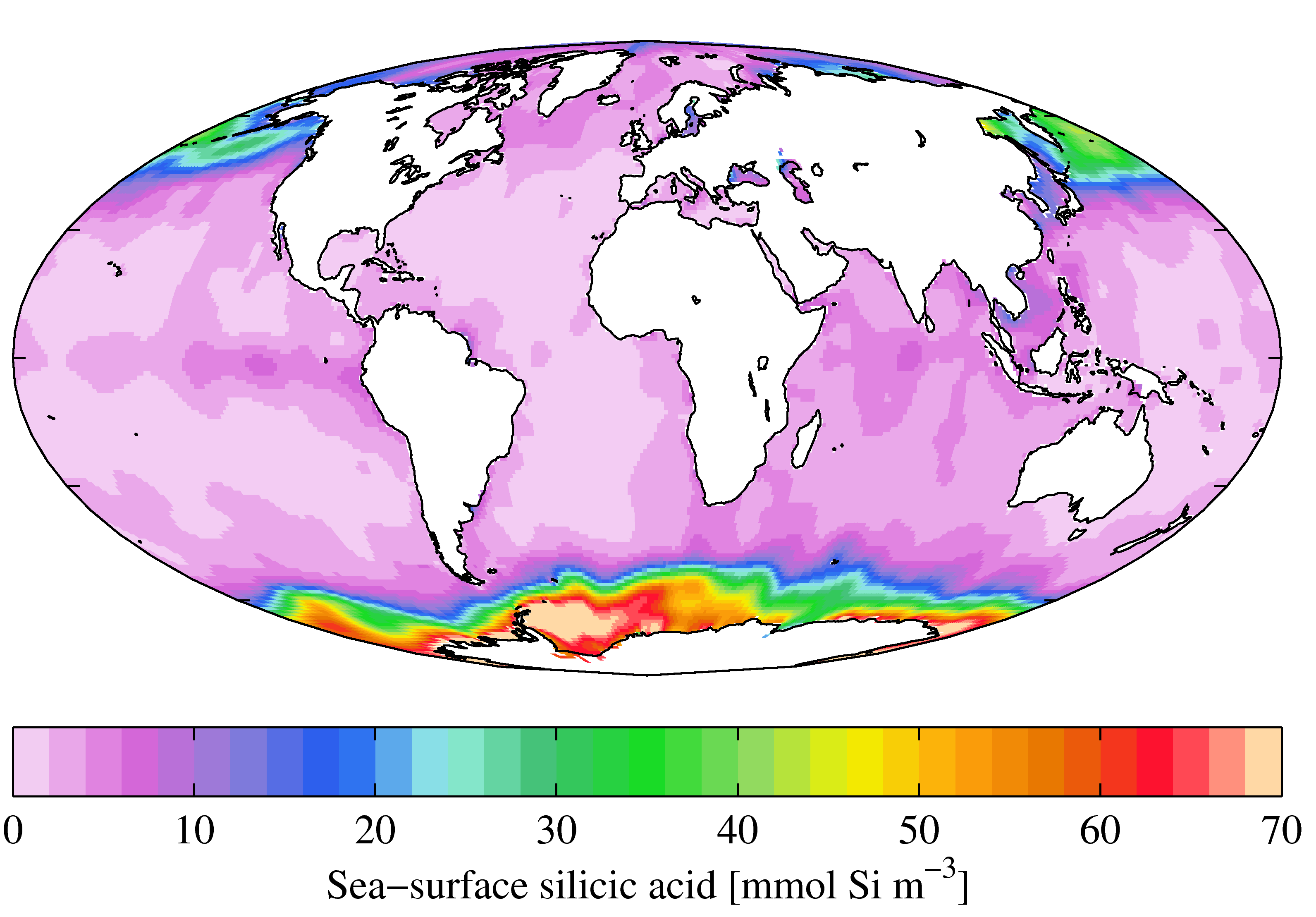
Concentração de ácido silícico na zona pelágica superior, mostrando altos níveis no oceano Antártico

## Papel na regulação climática
O ciclo da sílica desempenha um papel importante na regulação climática global de longo prazo. O ciclo global da sílica também tem grandes efeitos no ciclo global do carbono por meio do ciclo carbonato-silicato. O processo de intemperismo de minerais de silicato transfere CO2 atmosférico para o ciclo hidrológico por meio da reação química exibida acima. Em escalas de tempo geológicas, as taxas de intemperismo mudam devido à atividade tectônica. Durante um período de alta taxa de elevação, o intemperismo de silicatos aumenta, o que resulta em altas taxas de absorção de CO2, compensando emissões aumentadas de CO2 vulcânico associadas à atividade geológica. Esse equilíbrio de intemperismo e vulcões é parte do que controla o efeito estufa e o pH do oceano em escalas de tempo geológicas.
A acumulação de sílica biogênica no fundo do mar contém muitas informações sobre onde a produção de exportação ocorreu no oceano em escalas de tempo que variam de centenas a milhões de anos. Por essa razão, os registros de deposição de opala fornecem informações valiosas sobre reorganizações oceanográficas em grande escala no passado geológico, bem como sobre paleoprodutividade. O tempo médio de residência oceânica para silicato é de aproximadamente 10.000–15.000 anos. Esse tempo de residência relativamente curto torna as concentrações e fluxos de silicato oceânico sensíveis a perturbações glaciais/interglaciais, sendo assim um excelente proxy [en] para avaliar mudanças climáticas.
As proporções isotópicas de oxigênio (O18:O16) e silício (Si30:Si28) são analisadas a partir de sílica biogênica preservada em sedimentos lacustres e marinhos para derivar registros de mudanças climáticas passadas e ciclagem de nutrientes (De La Rocha, 2006; Leng e Barker, 2006). Essa é uma abordagem particularmente valiosa considerando o papel das diatomáceas na ciclagem global de carbono. Além disso, análises isotópicas de sílica biogênica são úteis para rastrear mudanças climáticas passadas em regiões como o oceano Antártico, onde poucos carbonatos biogênicos são preservados.
As composições isotópicas de silício em espículas fósseis de esponjas (δ30Si) estão sendo cada vez mais usadas para estimar o nível de ácido silícico em ambientes marinhos ao longo da história geológica, permitindo a reconstrução de ciclos de sílica passados.